# سالی فیلد
سالی فیلد (به انگلیسی: Sally Margaret Field) (زاده ۶ نوامبر ۱۹۴۶) بازیگر اهل آمریکا است.
بخشی از شهرت او به خاطر حضور در فیلم‌های بدون دخترم هرگز و فارست گامپ است. او دو بار برای بازی در فیلم‌های نورما ری و مکان‌هایی در قلب جایزه اسکار بهترین بازیگر نقش اول زن دریافت کرده‌است و برای فیلم لینکلن نامزد دریافت جایزه اسکار بهترین بازیگر نقش مکمل زن شده‌است.

## گالری

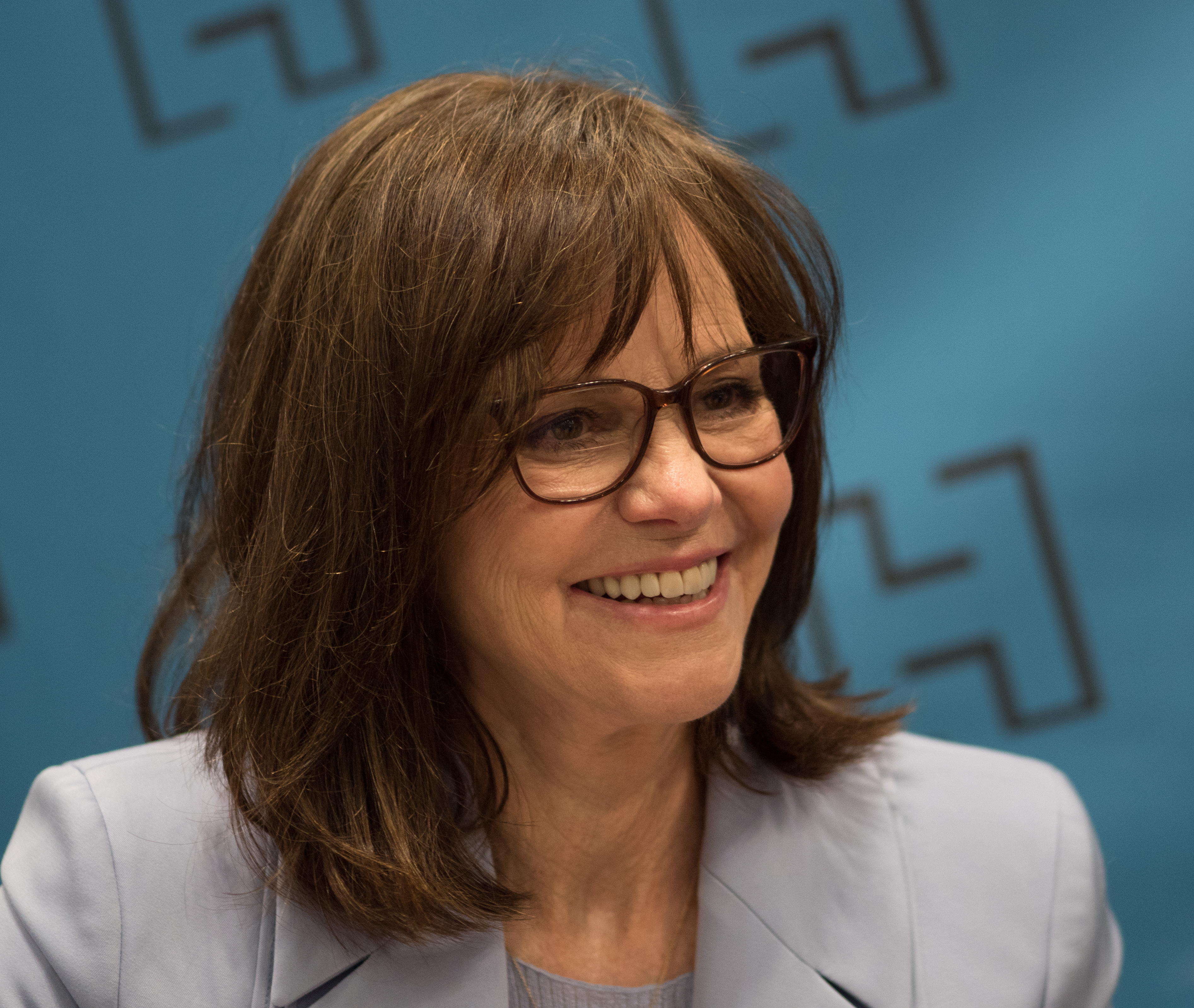
در سال ۲۰۱۸

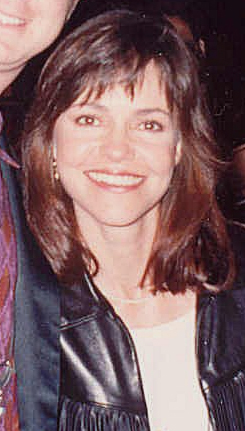
در سال ۱۹۹۰

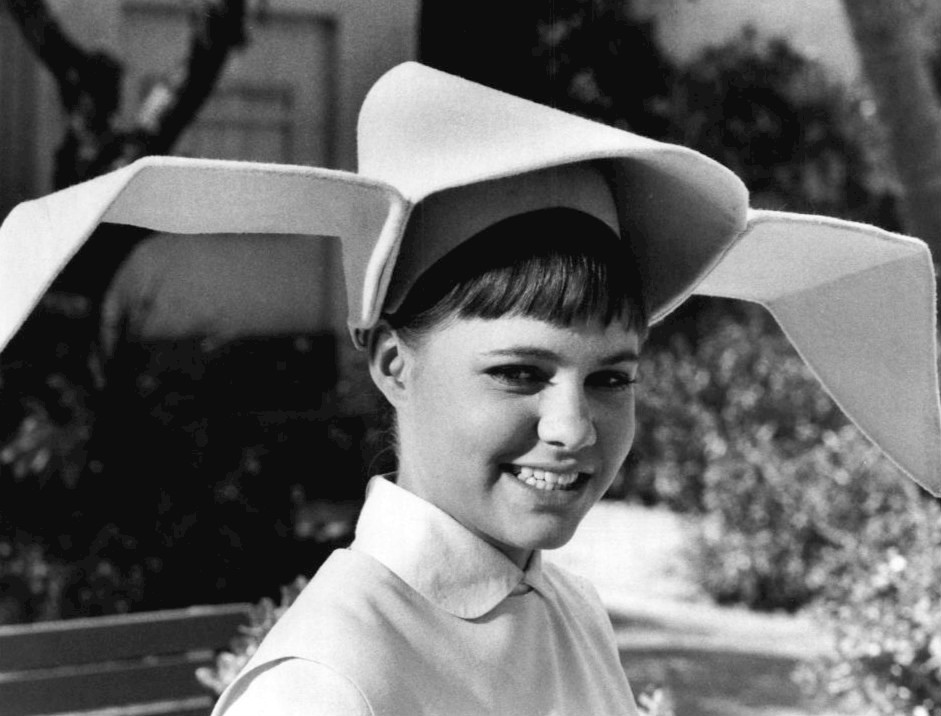
در سریال راهبه پرنده

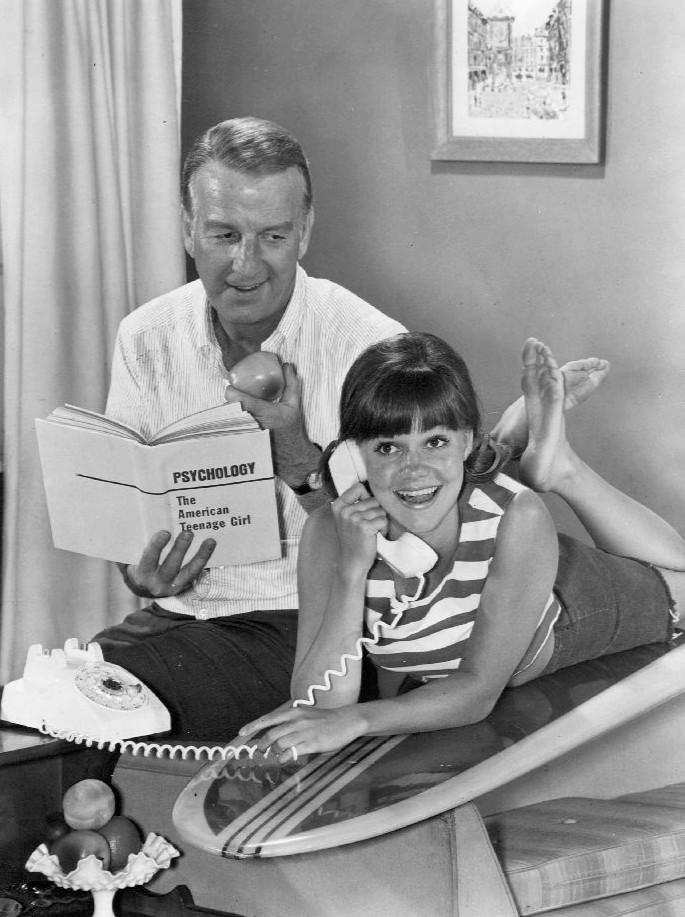
به همراه دان پورتر

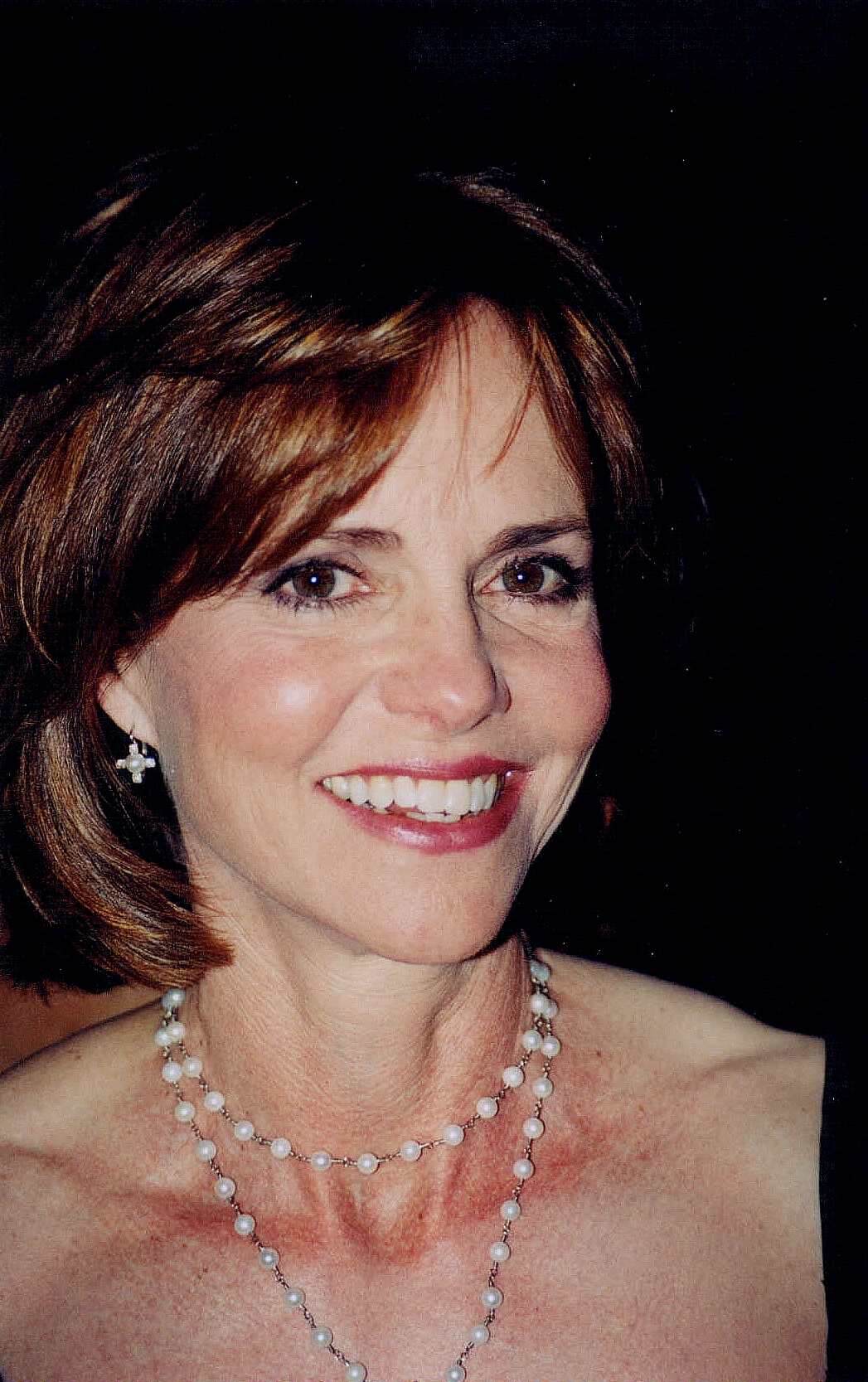
در سال ۲۰۰۲

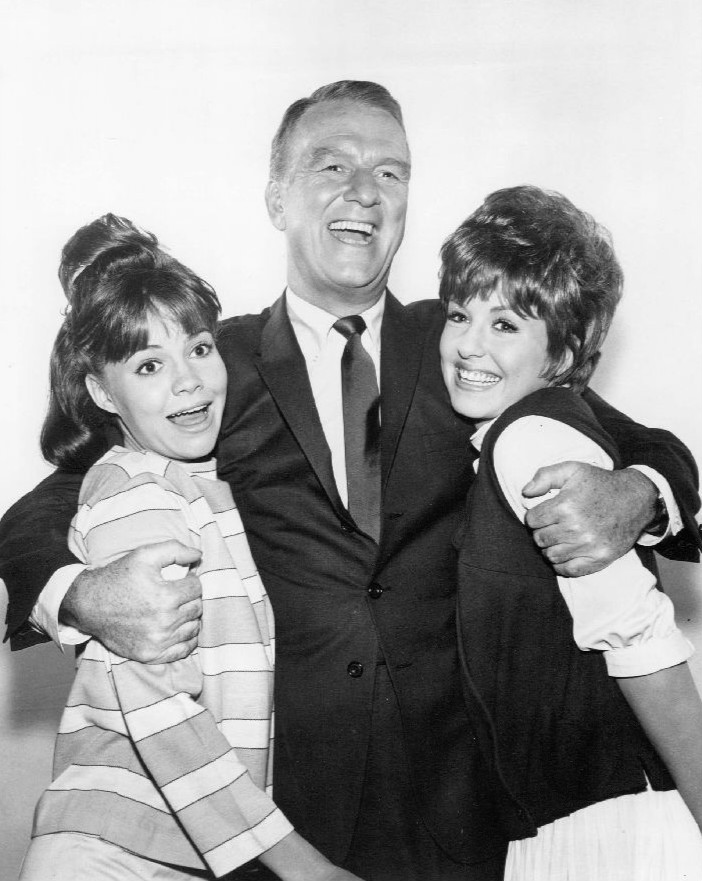
به همراه دان پورتر و بتی کانر

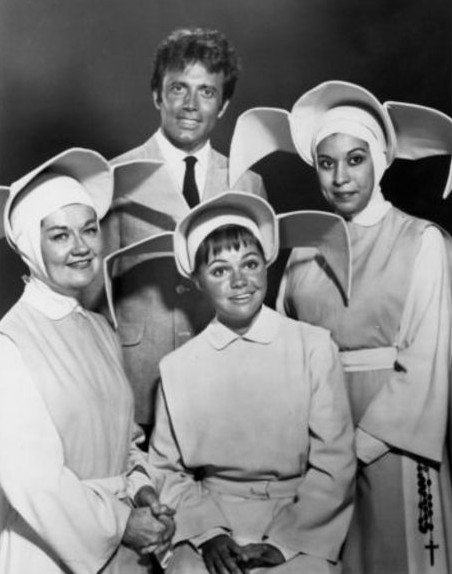
در سریال راهبه پرنده به همراه مارج ردموند،آلخاندرو ری و شلی موریسون

## جوایز و افتخارات
- جایزه اسکار بهترین بازیگر نقش اول زن برای فیلم نورما ری
- جایزه اسکار بهترین بازیگر نقش اول زن برای فیلم مکان‌هایی در قلب

## گزیدهٔ آثار

### سینما
- قهرمانان (۱۹۷۷)
- سیبل (۱۹۷۶)
- نورما ری (۱۹۷۹)
- ورای ماجرای پوسیدون (۱۹۷۹)
- جاده فرعی (۱۹۸۱)
- مکان‌هایی در قلب (۱۹۸۴)
- عشق مورفی (۱۹۸۵)
- پانچ‌لاین (۱۹۸۸)
- ماگنولیاهای فولادی (۱۹۸۹)
- بدون دخترم هرگز (۱۹۹۱)
- خانم دابت‌فایر (۱۹۹۳)
- به سوی خانه (۱۹۹۳)
- فارست گامپ (۱۹۹۴)
- چشم در برابر چشم (۱۹۹۶)
- درخت کریسمس (۱۹۹۶)
- دیوید کاپرفیلد (۲۰۰۰)
- جایی که قلب آنجاست (۲۰۰۰)
- بگو اینطور نیست (۲۰۰۱)
- لگالی بلاند ۲ (۲۰۰۳)
- لینکلن (۲۰۱۲)
- مرد عنکبوتی شگفت‌انگیز (۲۰۱۲)
- مرد عنکبوتی شگفت‌انگیز ۲ (۲۰۱۴)
- سلام، اسم من دوریس است (۲۰۱۵)

### تلویزیون
راهبه پرنده (۱۹۷۰–۱۹۶۷)